# Rodrigue Kwizera
Rodrigue Kwizera (* 10. Oktober 1999) ist ein burundischer Leichtathlet, der sich auf die Langstreckenläufe spezialisiert hat.

## Sportliche Laufbahn
Rodrigue Kwizera tritt seit 2017 in internationalen Wettkämpfen an. Damals nahm er im März im Erwachsenenrennen an den Crosslauf-Weltmeisterschaften in Kampala teil, in dem er den 39. Platz belegte. Zwei Jahre später ging er im gleichen Wettbewerb bei den Crosslauf-Weltmeisterschaften in Aarhus an den Start. Im Vergleich zu seiner ersten Teilnahme lief der Wettkampf deutlich besser für ihn, nachdem er im Ziel den elften Platz belegen konnte. Im August trat er über 5000 Meter bei den Afrikaspielen in Rabat an, die er auf dem 16. Platz beendete, auch aufgrund von Problematiken wegen des Wetters. Anfang Oktober ging er über die doppelte Distanz bei den Weltmeisterschaften in Doha an den Start. Mit neuer Bestzeit von 28:21,92 min erreichte er ebenfalls als 16. das Ziel. Drei Jahre später nahm er in den USA erneut an den Weltmeisterschaften teil und belegte über die 10.000 Meter erneut den 16. Platz. Ein Jahr später trat er auch wieder im 10.000-Meter-Lauf bei den nächsten Weltmeisterschaften in Budapest an. Dort erreichte er mit dem siebten Platz sein bislang bestes Resultat bei internationalen Großveranstaltungen.

## Wichtige Wettbewerbe
| Jahr                | Veranstaltung                 | Ort                 | Platz               | Disziplin           | Zeit                |
| Startet für Burundi | Startet für Burundi           | Startet für Burundi | Startet für Burundi | Startet für Burundi | Startet für Burundi |
| ------------------- | ----------------------------- | ------------------- | ------------------- | ------------------- | ------------------- |
| 2017                | Crosslauf-Weltmeisterschaften | Kampala             | 39.                 | Erwachsenenrennen   | 30:28 min           |
| 2019                | Crosslauf-Weltmeisterschaften | Aarhus              | 11.                 | Erwachsenenrennen   | 32:37 min           |
| 2019                | Afrikaspiele                  | Rabat               | 16.                 | 5000 m              | 14:09,35 min        |
| 2019                | Weltmeisterschaften           | Doha                | 16.                 | 10.000 m            | 28:21,92 min        |
| 2022                | Weltmeisterschaften           | Eugene              | 16.                 | 10.000 m            | 28:01,49 min        |
| 2023                | Weltmeisterschaften           | Budapest            | 7.                  | 10.000 m            | 28:00,29 min        |

## Persönliche Bestleistungen
Freiluft
- 3000 m: 7:49,50 min, 14. Mai 2022, Barcelona
- 5000 m: 13:04,57 min, 10. Juni 2023, Montesson
- 10.000 m: 27:25,47 min, 4. Juni 2022, Maia

Straße
- 5-km-Lauf: 13:11 min, 29. April 2023, Herzogenaurach, (burundischer Rekord)
- 10-km-Lauf: 26:56 min, 30. April 2022, Herzogenaurach, (burundischer Rekord)
- Halbmarathon: 58:54 min, 5. April 2025, Prag